# دکاله عبده
دکاله عبده (به عربی: دكالة عبدة) منطقه‌ای ساحلی و یکی از مناطق مراکش بود که در شمالغربی این کشور قرار داشت. این استان ۱۳٬۲۸۵ کیلومتر مساحت داشت و جمعیت آن در سال ۲۰۰۴ برابر با ۱٬۹۸۴٬۰۳۹ نفر بوده است. مرکز این منطقه شهر اسفی است.